# География на Сенегал
Сенегал е държава в Западна Африка, край бреговете на Атлантическия океан, в която се намира най-западната точка на континента Африка. На север Сенегал граничи с Мавритания (дължина на границата, изцяло по талвега на река Сенегал – 813 km), на изток – с Мали (419 km), на юг – с Гвинея (330 km) и Гвинея-Бисау (338 km), а на запад – с полуанклава, вклиняващ се нейната територия Гамбия (740 km). Общата дължина на сухоземните граници (в т.ч. речни) е 2640 km. На запад се мие от водите на Атлантическия океан (дължина на бреговата линия – 531 km). Атлантическото крайбрежие на север от столицата Дакар е ниско и праволинейно, на места заблатено ии с пясъчни коси, а на юг на места е разчленено от множество „удавени“ устия на реки (естуари). От север на юг Сенегал се простира на 440 km, а от запад на изток – на 600 km. В тези си граници заема площ от 196 722 km². Населението към 1.1.2018 г. възлиза на 15 854 000 души. Столица е град Дакар.
Територията на Сенегал се простира между 12°18′ и 16°41′ с.ш. и между 11°21′ и 17°32′ з.д. Крайните точки на страната са следните:
- крайна северна точка – 16°41′ с. ш. 14°59′ з. д. / 16.683333° с. ш. 14.983333° з. д., граница с Мавритания, на левия бряг на река Сенегал .
- крайна южна точка – 12°18′ с. ш. 12°22′ з. д. / 12.3° с. ш. 12.366667° з. д., граница с Гвинея.
- крайна западна точка – 14°44′ с. ш. 17°32′ з. д. / 14.733333° с. ш. 17.533333° з. д., нос Алмади, на брега на Атлантическия океан, най-западната точка на Африка.
- крайна източна точка – 12°57′ с. ш. 11°21′ з. д. / 12.95° с. ш. 11.35° з. д., на границата с Мали, на левия бряг на река Фалеме (ляв приток на река Сенегал).

## Релеф
Сенегал е равнинна страна, разположена в зоната на саваните и редките гори в субекваториалния пояс. Повърхността ѝ представлява ниска, леко хълмиста равнина, понижаваща се на запад към Атлантическия океан. На югоизток се издигат отделни ниски остатъчни възвишения с височина до 581 m. В района на полуостров Зелени нос (Алмади) се намират група малки угаснали вулкани от времето на кватернера.

## Геоложки строеж, полезни изкопаеми
Територията на Сенегал се намира в пределите на западната периферия на Африканската платформа. Голяма част от страната се заема от Сенегалското понижение, запълнено с морски, лагунни и континентални мезозойски и кайнозойски наслаги с мощност до 10 km. Древните формации на фундамента на платформата (Биримската система от долния протерозой) заедно с многочислените тела на гранитоиди се откриват на повърхността в югоизточната част на страната, в Източносенегалския масив. На запад от него от юг на север се простира Мавритано-Сенегалският геосинклинален нагънат пояс, изграден от рифейски пясъчно-шистови серии и наслаги от рифея и венда, които в края на палеозоя са подложени на вертикални движения.
Най-важните полезни изкопаеми в страната са: фосфорити (достоверни запаси около 200 млн. т) и алумофосфати (запаси на 100 млн. т), привързани предимно към еоценските формации; желязна руда, свързана с докамбрийските формации; крайбрежните пясъчни масиви са богати на илменит, рутил и цирконий; циментови суровини; каменна сол; находища на нефт (запаси около 100 млн. т) в шелфовата зона на океана. В източната част на страната, на левия бряг на река Фалеме, са открити големи находища на боксити.

## Климат, води
Климатът на Сенегал е субекваториален, преходен от засушлив на север (с годишна сума на валежите 250 – 300 mm) към влажен на юг (с годишна сума на валежите в долината на река Казаманс около 1500 mm), с един сух и един дъждовен (от май до ноември на юг и от юли до септември на север) период. Средните месечни температури слабо се изменят през годината – от 23°С през януари до 28°С през юли. По територията на страната протичат три големи реки с постоянно течение: Сенегал – 1750 km (813 km в Сенегал, по границата с Мавритания) на север, Казаманс (320 km) на юг и средното течение на Гамбия (1130 km) на югоизток. Други по-големи реки са: Фалеме (625 km, ляв приток на Сенегал), Геба (545 km, устието ѝ е в Гвинея-Бисау), Кулунту (396 km, ляв приток на Гамбия) и Салум (378 km, влива се в Атлантическия океан), като последните три са с непостоянно течение. Повечето от останалите реки почти напълно пресъхват през сухия сезон (от ноември до май). Голяма част от техните води се използват за напояване.

## Почви, растителност, животински свят
На север (в Сахел) са развити опустинени савани върху червено-кафяви почви. На юг се появяват отделни дървета (акации, баобаби). Още по̀ на юг върху слабо излужени червено-кафяви почви е разпространена типичната савана, а на югозапад, в долното течение на река Казаманс, са се съхранили смесени листопадни и вечнозелени гори, развити върху червени железисти почви. Естествената растителност е силно видоизменена от стопанската дейност на човека през вековете.
Най-едрите животни в Сенегал са силно намалели, макар че в саваната още може да се срещнат стада антилопи, а в периферните райони на страната и в националните паркове (най-голям от които е „Наоколо Коба“) – и хищници – чакал, хиена, леопард, гепард. Има множество видове гризачи, птици, влечуги, насекоми (комари, термити, муха цеце). Крайбрежните води са богати на различни видове промишлени риби (тон, макрел, сардина, морски костур, дорада и др.).